# Баттікалоа
Баттікалоа (синг. මඩකලපුව, там. மட்டக்களப்பு) — місто на сході Шрі-Ланки. Розташоване на території Східній провінції і є адміністративним центром однойменного округу. Населення — 88 459 осіб (за оцінкою 2007 року) .

## Походження назви
Свою сучасну назву місто отримало в період англійського колоніального панування. Спочатку Баттікалоа називався Мадакалапува  (перша 'М' змінилася на 'Б' в той час, коли островом володіли голландці ), що на сингальською означає «мулиста лагуна» . Це ім'я, у свою чергу, пішло від тамільського Мадуранкернікулам .

## Географія
Баттікалоа розташоване на східному узбережжі Шрі-Ланки, на плоскій рівнинній косі, що відокремлює лагуну від океану . Місто підноситься над рівнем моря в середньому всього на 5 м . У районі Баттікалоа знаходяться три лагуни: Баттікалоа, Валайчченай і Вакар. Лагуна Баттікалоа досягає 56 км в довжину і має площу 141 км².
У Баттікалоа є великі піщані пляжі.

## Історія

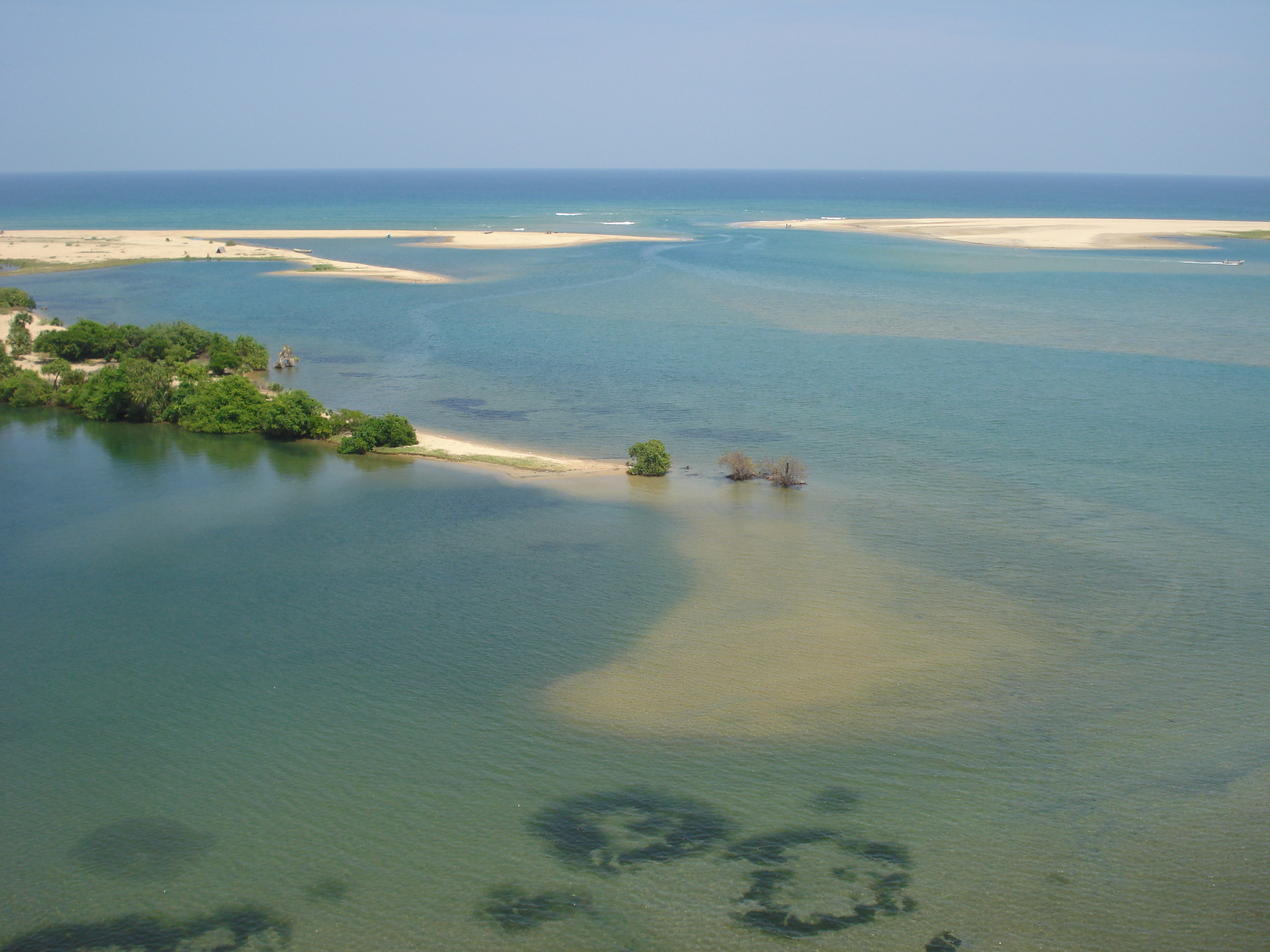
Лагуна Баттікалоа.

Першими жителями цієї місцевості були дравідійські племена, що говорили на древньотамільською мовою. У них виникло феодальне суспільство з кастовою системою . Приблизно в 700 році до нашої ери тут виникла перша держава на чолі з королем Кутіканом. На початку II в. н. е. королівство було захоплено Карікалой Чола з династії ранніх правителів держави Чола (в т. н. період Сангам). Карікала взяв кілька тисяч заручників, яких забрав у своє королівство, однак 12 років потому Гаджабаху I  вирушив у похід на Чола і повернув бранців на батьківщину .
Історія освоєння цих земель ранніми поселенцями описана в циклі літературних творів (написаних протягом довгого періоду часу), що отримали назву Маттакаллаппу Манміам («Слава Батікалоа»). Також історія Баттікалоа описується в стародавньому праці Маттакаллаппу Пурва Чарітірам («Давня історія Баттікалоа»).
В I ст. н. е. на землі Баттікалоа з Тамілнада (тоді — держава Пандья) прибутку муккувар — тамільська каста рибалок. Вони почали створювати села і укріплені поселення вздовж берега. Їм доводилося брати участь і у військових конфліктах .
В XII столітті східне узбережжя Шрі-Ланки піддалося нападу з боку держави Калінга (основу армії складали найманці з південної Індії). Нащадки залишилися на острові солдатів Калінгі, як вважається, стали засновниками шрі-ланкійського королівства Джафна .
На початку XVII століття голландська експедиція, відплив з Кейп-Коморіна в Ґалле, продовжила плавання навколо південного краю острова і 31 травня 1602 року висадилася в Баттікалоа. Вони виявили, що в цих місцях є плантації, на яких вирощують корицю, перець і кокосові горіхи, проте всі вони належать місцевому правителю. Місцеві жителі привели на зустріч як перекладача португальця, так як з усіх європейців зустрічалися тільки з португальцями і не підозрювали, що у білих людей є ще якісь мови. Після цього голландський адмірал, який очолював експедицію, мав переговори з тамільським королем Раджасінганом з Мадурая з питання протидії португальцям, яких таміли вважали гнобителями .
На території сучасного міста Баттікалоа в 1622 році португальці заснували однойменний форт, проте 18 травня 1638 року він був захоплений голландцями. Нащадки перших європейських поселенців і в наш час в невеликій кількості проживають у місті .

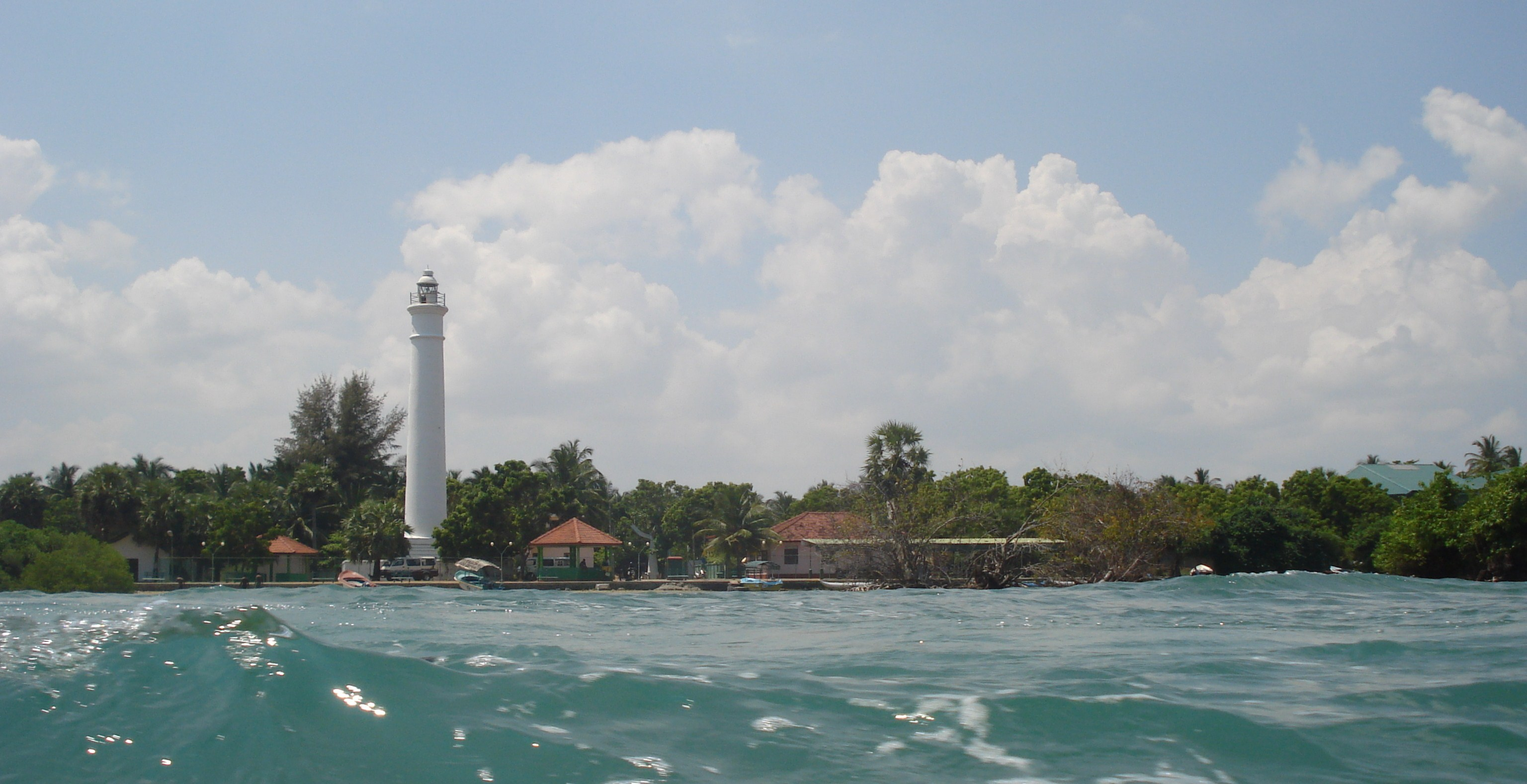
Міський маяк.

В 1795 році почалася війна між Британією і Батавською республікою. Наприкінці серпня того ж року англійський флот почав бомбардування Баттікалоа, і 18 вересня місто впало . З 1802 року воно входило до складу британської колонії Цейлон. З 1948 р — у складі домініону Цейлон, з 1972 р — незалежної Шрі-Ланки.

## Населення
Населення міста стабільно зростає : якщо в 1981 році в Баттікалоа проживало 42963 людини, а в 2001 році — 80 313 осіб, то в 2007 — 88 459. У місті проживають таміли, ларакалла, сингали, нащадки голландських і португальських поселенців (див. Portuguese Burghers) і прибережні ведди.

## Економіка
Основу місцевої економіки складають, насамперед, рибальство і сільське господарство. Місцеві жителі ловлять рибу і креветок, вирощують рис. Також в Баттікалоа розвинена аквакультура.

## Транспорт
У місто прокладена гілка Шрі-ланкійських залізниць. Також в Баттікалоа є військовий аеропорт.

## Клімат
| Клімат (1961–1990)                                                                            | Клімат (1961–1990) | Клімат (1961–1990) | Клімат (1961–1990) | Клімат (1961–1990) | Клімат (1961–1990) | Клімат (1961–1990) | Клімат (1961–1990) | Клімат (1961–1990) | Клімат (1961–1990) | Клімат (1961–1990) | Клімат (1961–1990) | Клімат (1961–1990) | Клімат (1961–1990) |
| Показник                                                                                      | Січ.               | Лют.               | Бер.               | Квіт.              | Трав.              | Черв.              | Лип.               | Серп.              | Вер.               | Жовт.              | Лист.              | Груд.              | Рік                |
| Абсолютний максимум, °C                                                                       | 34,2               | 33,9               | 36,9               | 36,5               | 38,5               | 39,0               | 38,0               | 38,6               | 38,4               | 38,0               | 35,0               | 32,2               | 39,0               |
| Середній максимум, °C                                                                         | 27,8               | 28,6               | 30,0               | 31,6               | 33,0               | 34,0               | 33,4               | 33,1               | 32,2               | 30,9               | 29,3               | 28,1               | 31,0               |
| Середній мінімум, °C                                                                          | 23,2               | 23,6               | 24,3               | 25,3               | 25,7               | 25,6               | 25,3               | 25,1               | 24,8               | 24,3               | 23,8               | 23,5               | 24,5               |
| Абсолютний мінімум, °C                                                                        | 17,1               | 17,4               | 17,7               | 20,9               | 20,9               | 20,2               | 21,1               | 20,6               | 20,7               | 20,2               | 18,0               | 18,4               | 17,1               |
| Середня кількість сонячних годин на місяць                                                    | 201,5              | 228,8              | 266,6              | 270,0              | 251,1              | 264,0              | 251,1              | 263,5              | 246,0              | 232,5              | 198,0              | 170,5              | 2843,6             |
| Норма опадів, мм                                                                              | 210.3              | 128.4              | 89.0               | 55.0               | 39.3               | 23.9               | 41.4               | 48.5               | 67.0               | 180.0              | 349.6              | 418.5              | 1650.9             |
| Днів з опадами                                                                                | 11                 | 7                  | 6                  | 5                  | 3                  | 2                  | 3                  | 4                  | 5                  | 11                 | 16                 | 17                 | 90                 |
| Вологість повітря, %                                                                          | 79                 | 78                 | 78                 | 78                 | 75                 | 68                 | 69                 | 69                 | 74                 | 82                 | 83                 | 83                 | 76                 |
| --------------------------------------------------------------------------------------------- | ------------------ | ------------------ | ------------------ | ------------------ | ------------------ | ------------------ | ------------------ | ------------------ | ------------------ | ------------------ | ------------------ | ------------------ | ------------------ |
| Джерело: World Meteorological Organisation, Deutscher Wetterdienst, Department of Meteorology |                    |                    |                    |                    |                    |                    |                    |                    |                    |                    |                    |                    |                    |